# Sandro Orlando
Sandro Orlando (Cavriago, 23 ottobre 1960) è un allenatore di pallacanestro italiano.
Ha allenato per più di dieci stagioni nella Serie A1 (massima serie Basket Femminile italiana), per una nel Campionato Turco (BJK Besiktas) e quattro stagioni in Ungheria (PINKK Pecsi 2015 - Gyor 2017 2018 - Cegled 2021).
Due volte Miglior Allenatore della Serie A1  - Campionato 2005-06 e 2007-08
Ha vinto due scudetti (Schio 2008 - 2011), Tre Coppe Italia in Serie A1 (Ribera 2006 -Schio 2010 -2011), 1 Coppa Italia in Serie A2 (Napoli 2014) e una Eurocup (Schio 2008). 
Nel 2018 Ha avuto incarico dalla F.I.P. di Head Coach della Nazionale Italiana Under 20
Nel 2019 con la nazionale U20 italiana ha vinto la medaglia d’oro a Klatovy.
Nel 2021 ha vinto medaglia d'Oro con la Nazionale Italiana Under 20 al Challenge di Sofia
nel 2022 Miglior Coach della Conference della LNBPF 
SìSNova Messico

## Carriera
Dal 1996 al 2001 è assistente allenatore al Basket Parma in Serie A1 femminile.
Come assistant coach a Parma vince due Coppe Italia (con coach Stefano Ranuzzi nel 1998 e con coach Paolo Rossi nel 2000) una Supercoppa con coach Marco Rota nel 1999 e 
1 Scudetto Con Coach Rossi nel 2000
Come head coach a Parma nel 1997 vince lo scudetto juniores.
Nel 2001-02 è capo allenatore del Basket Bees Treviglio Serie A1 Femminile.
Nel 2002-03 passa alla Pallacanestro Femminile Schio come assistente allenatore di Coach Giovanni Lucchesi.
Dalla Stagione 2003-2004 è alla guida della Pallacanestro Ribera Serie A1 femminile FIP, così anche nelle Stagioni 2004-2005 e 2005-2006, in quest'ultima stagione riesce a portare a Ribera la Coppa Italia, conquistata nella Final Six 2006 di Schio, battendo in finale Faenza 75-72.
Nel dicembre 2006 subentra sulla panchina di Maddaloni.
Dalla stagione 2007-08 è alla Pallacanestro Femminile Schio con la quale vince Scudetto ed EuroCup Women al primo anno; la Coppa Italia nel 2010; nel 2010-11 vince sia il campionato che la coppa. Nel giugno 2011 chiude, dopo 4 anni, l'esperienza a Schio.
Dal 2009 è anche assistente allenatore della Nazionale di pallacanestro femminile dell'Italia guidata da Giampiero Ticchi.
Dal 2011 diviene allenatore della squadra femminile del Beşiktaş in Turchia.
Il 18 novembre 2013 subentra a Giovanni Monda sulla panchina della Dike Basket Napoli, in Serie A2. In Campania ha vinto la Coppa Italia di A2, è stato confermato dopo il ripescaggio in A1 ed esonerato il 23 ottobre 2014.
Nella stagione 2014-15 è nella massima serie in Ungheria alla guida della squadra PINKK-Pécsi 424 dove conquista la medaglia di bronzo nella Coppa Ungherese e ancora medaglia di bronzo nel Campionato
Il 22 luglio 2016 viene ufficializzato l'inizio della sua esperienza alla guida della Pallacanestro Vicenza 2012, squadra di pallacanestro maschile militante nel campionato di Serie B.
Nella stagione 2017-18 è ancora in Ungheria alla guida della Squadra di Uni Gyor e anche qui conquista la medaglia di Bronzo sia nella Coppa Ungherese che nel Campionato.
Nell'estate del 2018 è head coach della Nazionale Italiana Under-20 dove arriva al quarto posto dei Campionati Europei di categoria svoltisi a Sopron (HUN)
Nella stagione 2018-19 rimane a Gyor
Nell'estate 2019 è ancora alla guida della Nazionale Femminile Under-20 dove nei Campionati Europei di categoria di Klatovy (SVK) conquista la medaglia d'oro.
Nella stagione 2019-20 è alla guida della PB63 Battipaglia, in Serie A1 Femminile
Nell'estate 2021 vince con la Nazionale Under-20 la medaglia d'oro al Challenge a Sofia
Nella Stagione 2021-22 è Head Coach a Cegled (Ungheria)
Nel Maggio 2021 Rinuncia alla Nazionale U20 per firmare per il Club Messicano dei Libertadores de Queretaro
Nella Stagione 2022-23 è Head Coach a Bucarest (Romania) presso il CS Rapid Bucuresti

## Riconoscimenti
Nella stagioni 2005-06 e 2007-08 è premiato come Miglior Allenatore della serie A1 femminile.
Nella Stagione 2022 Miglior Allenatore Conference Lega LNBPF (Messico)

## Palmarès

### Allenatore

#### Club

##### Competizioni nazionali
- Campionato italiano: 2
Pallacanestro Femminile Schio: 2007-08, 2010-'11
- Coppa Italia: 3
Pallacanestro Ribera: 2006; Pallacanestro Femminile Schio: 2010, 2011
- Coppa Italia di Serie A2: 1
Dike Napoli: 2014

##### Competizioni internazionali
- EuroCup Women: 1
Pallacanestro Femminile Schio: 2007-08 * Campione d'Europa U20 Women Naz ITA 2019 a Klatovy (R.Ceca) * Medaglia d'Oro EuroChallenge U20 Women 2021 a Sofia

#### Individuale
- Miglior Allenatore della serie A1 femminile: 2

Pallacanestro Ribera: 2005/2006
Pallacanestro Femminile Schio: 2007/2008